# Phrasement
Phrasement ist eine aus dem Raum Köln stammende Band, die Musik aus den Stilrichtungen Indie-Rock und Britpop verbindet. Der Name der Band ist ein Kofferwort aus ,Phrase‘ und ,Basement‘.

## Geschichte
Gegründet wurde die Band 2008 von David Zauels (Gesang), Jonas Zauels (Bass), Oliver Giffels (Gitarre) und Dominik Dahm (Schlagzeug). Im Sommer 2012 fand eine selbstorganisierte Club Tour durch Großbritannien statt, unter anderem in die Städte Liverpool (Beatles Cavern-Club), London, Glasgow und Edinburgh. 
Phrasement wurde von RTL/Disney (Vertrieb: Universal Music Group) unter Vertrag genommen und die erste Single Hello Sunshine am 28. September 2012 veröffentlicht. Das Album Cumberland Street No. 9 ist ebenfalls 2012 erschienen. Produzent war Oliver deVille.

## Diskografie

### Studioalben
- Cumberland Street No.9 (12. Oktober 2012)

### Singles
- Hello Sunshine (28. September 2012)
- Better True (12. Juli 2013)